# Museo de Arte de Joinville
El museo de Arte de Joinville (Portugués: museu de Arte de Joinville, o MAJ), ubicado en Joinville, Santa Catarina, en la antigua residencia de Ottokar Doërffell, uno de los primeros alcaldes de la ciudad.
Creado en 1976, es administrado por la Fundación Cultural de Joinville (Portugués Fundação Cultural de Joinville).
El Museo de Arte de Joinville tiene la colección con alrededor de 765 obras de artistas como Lygia Clark, Aldemir Martins, Carlos Scliar, Emanoel Araújo, Burle Marx, Francisco Rebolo, Flávio de Carvalho, Poty Lazzarotto, Rubens Gerchman, Siron Franco, Renina Katz, Fernando Velloso, Osmar Chromiec, Luiz Carlos Brugnera, Luiz Henrique Schwanke, Rodrigo de Haro y Elke Hering.
- Datos: Q10333803